# Агода
„Агода“ е компания за онлайн резервации на хотели, която фокусира върху Азиатско-тихоокеанския регион с главни офиси в Сингапур, Банкок, Хонконг, Куала Лумпур, Пукет, Бали, Сидни, Токио, Сеул, Пекин, Шанхай, Манила и Будапеща.

## История

### Начало
Началото на компанията поставя американският предприемач Майкъл Кени, е основател и на PlanetHoliday.com и PrecisionReservations.com, които стартира съответно през 1997 и 2003 г. През 2003 г. съоснователят Робърт Розенстайн се присъединява към компанията като ръководител на операциите в Азия. През 2005 г. PlanetHoliday.com и PrecisionReservations.com се обединяват под името Агода, като това е началото на реализирането на първата версия на Agoda.com.

### „Прайслайн“
Присъединяването на „Агода“ към „Прайслайн Груп“ през ноември 2007 г. позволява на компанията да израсне в географски аспект, като по този начин има възможност да обслужва повече клиенти от разни националности.
Кени и Розенстайн остават в компанията, за да я управляват в периода на преход и растеж. През 2011 г. Кени напуска „Агода“, като остовя управлението на Розенстайн. Той става президент и главен изпълнителен директор на компанията.
През 2012 г. „Агода“ има над 1000 служители и уебсайтове на 37 езика, сред които китайски (традиционен и опростен), английски, френски, немски, испански, японски, корейски, тайландски и български.

## Бонус програма
Агода предлага на своите клиенти бонус програма за отстъпки, чрез която те получават точки, спечелени от резервации на хотели, предлагащи специални цени. Тези точки могат да бъдат използвани като намаление на цената на бъдещи резервации.

## Награди
„Агода“ печели награда за най-добър сайт за настаняване на Travelmole Web Awards в Азия през 2008 г.